# 狩野吉信
狩野 吉信（かのう よしのぶ、天文21年（1552年）‐寛永17年（1640年））は、江戸時代の狩野派の絵師である。

## 来歴
狩野永徳の子で通称は源三郎といった。本名は村井久左衛門または左門。一説に狩野之信の孫ともいわれる。
元和9年（1623年）に狩野派本家（江戸狩野）当主の狩野貞信が子の無いまま亡くなった際、狩野長信との協議で貞信の従弟狩野安信を養子として本家を継がせることを貞信に説得、承諾させた。背景には安信の兄狩野探幽への配慮があったとされる。安信が本家を継ぐ時にその世話をするためにともに江戸に下り、後に京都へ帰った。
禁中御用絵師として活躍、晩年には剃髪し、昌庵と号した。作品に埼玉県川越市にある喜多院所蔵の『職人絵尽屏風』があり、初期浮世絵の重要な遺品である。享年は89。
吉信の家系は狩野了昌・狩野昌運と続き、安信と親密な間柄になっていった。